# Auguste Ratisbonne
Pour les autres membres de la famille, voir Famille Ratisbonne.
Auguste Ratisbonne, né le 18 septembre 1770 à Fürth et mort à Strasbourg le 31 octobre 1830, est un banquier et philanthrope français.

## Biographie
Auguste Ratisbonne est le fils de Jacob Hirsch Regensburger et de Hanna Brüll (remariée à Cerf Beer). Le nom de sa famille provient de la ville allemande de Regensburg. 
Établit à Strasbourg vers 1787, il est nommé dans la Garde nationale à cheval en 1792. Alors qu'il se trouve à Paris en 1793, il est arrêté comme « colporteur soupçonné de faire le commerce de l'argent ».
Il est membre de l'Assemblée des notables réunie par Bonaparte entre 1806 et 1807
Riche banquier de Strasbourg, il crée en 1812 avec son frère Louis une société de commerce de draps et de soie (société « Frères Ratisbonne », avec un capital de 3 millions de francs). Il devient également maître de la poste aux chevaux en 1819, assurant deux lignes entre Strasbourg et Paris, l'une passant par Ittenheim et l'autre par Stutzheim, et entrepreneur de voitures publiques. Il acquiert les écuries de l'Hôtel de Luckner (devenu Institution de la Doctrine chrétienne, rue Brûlée). Ses écuries renferment cinquante-neuf chevaux de poste en 1830.
Il devient adjoint au maire de Strasbourg.

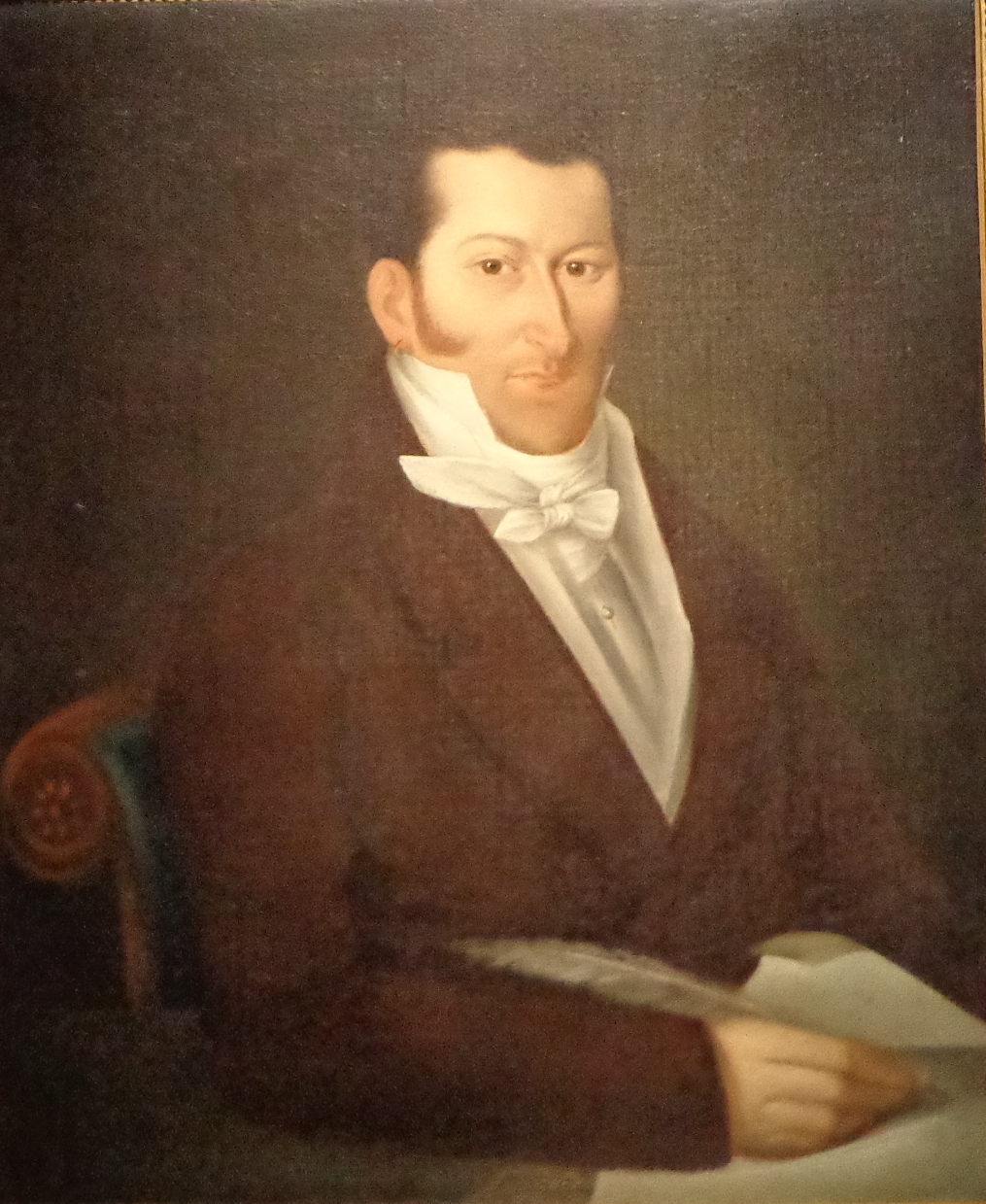
Portrait d'Auguste Ratisbonne.

Entré au Consistoire israélite du Bas-Rhin en 1822 il accueille, en tant que vice-président, par un discours le roi Charles X en visite à Strasbourg en 1829. Il succède au grand rabbin Jacob Meyer à la présidence du Consistoire (son frère puis son fils lui succédèrent).
Vice-président du Comité cantonal des écoles israélites de Strasbourg, il fonde diverses œuvres charitables, dont l'École mutuelle, l'École d'arts et métiers, la Société d'encouragement au travail en faveur des jeunes israélites indigents du Bas-Rhin (fondée en 1822 et reconnue d'utilité publique en 1842).
Marié à Adélaïde, la petite-fille de Cerf Beer (second mari de sa mère Hana Brull), il est le père de neuf enfants dont des prêtres Théodore et Alphonse Ratisbonne. Il est aussi le grand-père de Louis Ratisbonne, Flore Singer, de Félix Worms de Romilly et de Mme Germain Sée, ainsi que le beau-père du colonel Max-Théodore Cerfberr.